# Крукенберг, Франц
Франц Крукенберг (нем. Franz Friedrich Kruckenberg; 1882—1965) — немецкий инженер-конструктор, создатель скоростного поезда (автомотриса) — «Рельсового цеппелина».

## Биография
Родился 21 августа 1882 года в городе Итерзен в купеческой семье с гамбургскими корнями.
С 1904 по 1907 годы обучался машиностроению в Берлинском техническом университете, окончив его с дипломом конструктора. До Первой мировой войны проектировал самолеты и дирижабли, при этом критикуя дирижабли за их громоздкость и возможность взрыва, а гражданские самолёты — за большие расходы топлива и дороговизну обслуживания.
После войны Крукенберг открыл инженерную консалтинговую компанию в Гейдельберге. Работал над подвесным монорельсовым транспортом, но не нашел источников финансирования для изготовления прототипа. Позже вместе с Херманном Фёттингером (нем. Hermann Föttinger) компанию Flugbahn-Gesellschaft mbH для построения скоростных винтомоторных поездов, назвав их «Рельсовым Цеппелином» (нем. «Schienenzeppelin»). Первые тестовые испытания были проведены 25 сентября 1930 года между Крайензеном и Альтенбекеном железнодорожной линии Брауншвейг-Падерборн.
21 июня 1931 такой его «Цеппелин» выполнил первый коммерческий рейс между Гамбургом и Берлином. А на маршруте между Людвигслюстом и Виттенбергом был установлен мировой на то время рекорд скорости для поездов — 230,2 км/ч (143,0 миль/ч), который продержался более 20 лет. Также Франц Крукенберг построил автомобильный «Цеппелин», достигший максимальную скорость в 180 км/ч (110 миль/ч).
«Рельсовый цеппелин» был революционным транспортом для своего времени. Основная его проблема заключалась в пропеллере, создававшего шум и сильный поток воздуха. Проект был закрыт в 1939 году, но идея немецкого инженера не умерла. В настоящее время в мире используется подобный скоростной железнодорожный транспорт, но с электрическим приводом: Intercity-Express (Германия), AVE (Испания), TGV (Франция), Acela Express (США).
Умер 19 июня 1965 года в городе Гейдельберг.